# デオドロ・ダ・フォンセカ

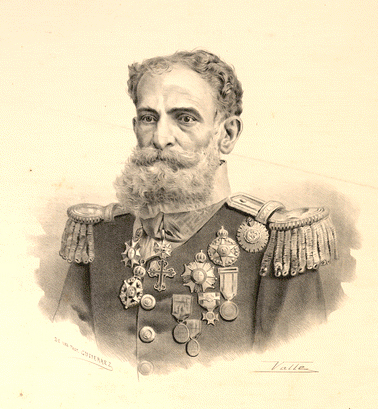
デオドロ・ダ・フォンセカ

マヌエル・デオドロ・ダ・フォンセカ（ポルトガル語: Manuel Deodoro da Fonseca、1827年8月5日 - 1892年8月23日）は、ブラジルの軍人、政治家。軍事クーデターを指揮して皇帝ペドロ2世を退位させ、ブラジルの初代大統領となった。
その肖像は1950年から長らく旧20クルゼイロ紙幣に、また1980年から1985年までは旧50→500クルゼイロ紙幣に使用されていた。

## 生涯
アラゴアス州の軍人の家庭に第3子として誕生した。彼が生まれたアラゴアス州の都市は、現在彼と彼の兄セヴェリーノ・ダ・フォンセカ(Severino Martins da Fonseca)男爵にちなんでマレシャル・デオドロという名になっている。デオドロは軍人としてキャリアを積み、1848年にペルナンブーコ州で起きたプライエイラの反乱を鎮圧させた。同じ年にヨーロッパ大陸で起きた1848年革命に触発された反乱であったが、ウィーン体制が崩壊したのとは対照的にブラジル帝国はさらに延命した。デオドロは三国同盟戦争（1864年 - 1870年）に陸軍大尉として従軍、1884年に陸軍元帥、最終的には最高司令官となった。彼の資質ともいえる勇猛さ、軍事的才能、雄々しい姿が彼を『国の象徴』に押し上げた。
リオグランデ・ド・スル州知事としてデオドロは、サンパウロのカフェ社交人ベンジャミン・コンスタン・ボテーリョやルイ・バルボーザら共和主義知識人と交流を持った。1886年、警戒心を持った帝国政府によって目立つ共和主義者に逮捕命令が出され、デオドロはリオ・デ・ジャネイロへ向かい、奴隷制廃止を支持する軍閥の指揮を引き受けた。
皇帝ペドロ2世は10年かけて奴隷制を廃止すると主張し、自身の奴隷を1840年に解放していたが、経済に打撃を与えないよう時間をかけて奴隷制廃止をするべきと信じていた。結局、皇帝の長女イザベルが3度目の摂政を務めていた1888年に奴隷制廃止が完了した。憤った寡頭政治の執政者たちが、その後のクーデターの一翼を担った。デオドロの名声は彼を、皇帝を退位させる軍事クーデターの首領に持ち上げた。1889年11月15日、彼はブラジル合衆国の新憲法を制定する『国民議会』と呼ばれる臨時政府の首班となった（ブラジル共和制宣言）。しかしすぐに、彼は文民の共和主義者の首領と対立した。1891年2月26日に行われた大統領選挙で、議会に軍事的圧力をかけられた上で彼は僅差で過半数を制し初代大統領に当選した。数日後、彼はキンタ・ダ・ボア・ヴィスタ（リオ・デ・ジャネイロの旧宮殿。現在はブラジル国立博物館）で就任時の宣誓をした。
デオドロ・フォンセカ政権は、政治的・私的に副大統領フロリアーノ・ペイショトとの間の敵意に翻弄された。トーレス港を民間会社に開放する、フランス皇帝ナポレオン3世のような団結したナショナリズムの成功などを含む、横暴な法令に対する議事妨害で、議会内で強く対立する構図となった。副大統領ペイショトと提携した議会内抵抗勢力は強固になり、国民感情は悪化した。この状態が頂点に達したのは、1891年11月3日にデオドロが国家の非常事態を宣言して国民議会を解散させた時だった。解散に反対する代議士のグループは、海軍提督クストジオ・ジョゼ・デ・メロを含む、海軍幹部から支持を受けた。デオドロは、内戦の瀬戸際にあることを悟った。1891年11月23日、彼は辞職してフロリアーノ・ペイショトに席を明け渡した。
フォンセカは1892年8月23日、リオ・デ・ジャネイロで死去した。
| 公職                    | 公職                                       | 公職                          |
| ----------------------- | ------------------------------------------ | ----------------------------- |
| 先代 帝政廃止により新設 | ブラジル合衆国大統領 初代：1889年 - 1891年 | 次代 フロリアーノ・ペイショト |